# جزیره شلیکان
جزیره شلیکان (انگلیسی: Shelikan) یک جزیره در استان ماگادان کشور روسیه است.